# De eneste to
 For alternative betydninger, se De eneste to (album). (Se også artikler, som begynder med De eneste to (album))
De eneste to er en dansk duo bestående af de to sangere og sangskrivere Simon Kvamm og Peter Sommer. 

## Historie
De Eneste To debuterede med singlen "Morten" den 16. august 2010. Singlen modtog guld for 15.000 downloads året efter.
Duoen udgav sit selvbetitlede debutalbum den 11. oktober 2010. Albummet fik overvejende positive anmeldelser, og modtog i januar 2011 platin for 20.000 solgte eksemplarer. I forbindelse med udgivelsen proklamerede Simon Kvamm, at duoen ikke var ment som et "hyggeprojekt", men i juni 2011 annoncerede gruppen, at de ville holde pause på ubestemt tid efter at have spillet på Grøn Koncert hen over sommeren. For at markere afslutningen på det første kapitel af De Eneste To, udkom remix ep'en Det lyder radikalt digitalt den 15. august 2011. Udgivelsen indeholder remixes fra bl.a. Carsten Heller, Filur og Asger Baden. 
Peter Sommer udtalte i august 2011 at gruppen havde planer om at udgive endnu et album inden for en horisont på "mellem to og fire år."
Under Roskilde Festival 2011 medvirkede Simon Kvamm og Peter Sommer i DR2-programmet Roskilde Festival 2011. Her fortalte de om deres oplevelser med festivalen og om sangen "Den lige vej".
Ved Danish Music Awards 2011 var gruppen nomineret i kategorierne, Årets danske album, Årets danske sangskriver, Årets danske gruppe, Årets danske livenavn samt Årets publikumspris.
De Eneste To har beskrevet deres musik som "industrial folk" og "singer/song-writer-techno". Live og i studiet suppleres duoen af Simon Kvamms bror, Stefan Kvamm og Árni Bergmann.
I oktober 2013 kunne Peter Sommer og Simon Kvamm fortælle, at arbejdet på deres fælles album nummer to var påbegyndt.  Førstesinglen "Sult" fra dette album blev udgivet den 15. august 2014.

## Diskografi

### Album
- De Eneste To (2010)
- Dobbeltliv (2014)

### EP'er
- Det lyder radikalt (2011)
- Friday I'm In Love (2015)

### Singler
| År                                                     | Titel                                 | Højeste placering | Certificering                        | Album              |
| År                                                     | Titel                                 | DAN               | Certificering                        | Album              |
| ------------------------------------------------------ | ------------------------------------- | ----------------- | ------------------------------------ | ------------------ |
| 2010                                                   | "Morten"                              | 9                 | - Guld (download)                    | De Eneste To       |
| 2010                                                   | "Jeg har ikke lyst til at dø"         | —                 | - Guld (download) - Guld (streaming) | De Eneste To       |
| 2011                                                   | "Østjylland Dreaming"                 | —                 |                                      | De Eneste To       |
| 2011                                                   | "Den lige vej" (Carsten Heller Remix) | 32                |                                      | Det lyder radikalt |
| 2014                                                   | "Sult"                                | 17                |                                      | Dobbeltliv         |
| 2014                                                   | "Skrig Det Til Træerne"               | 25                |                                      | Dobbeltliv         |
| "—" marker en udgivelse der ikke opnåede en placering. |                                       |                   |                                      |                    |